# Menotti Del Picchia
Paulo Menotti Del Picchia (San Paolo, 20 marzo 1892 – San Paolo, 23 agosto 1988) è stato un poeta, scrittore e pittore brasiliano modernista.

## Biografia
Del Picchia fu anche avvocato, notaio, politico e molto altro nella sua vita. Figlio degli emigrati italiani Luigi Del Picchia e Corinna Del Corso, a cinque anni si trasferì a Itapira, nell'interno dello Stato di San Paolo, dove fu allievo di Jacomo Stávale.
Con Oswald de Andrade, Mário de Andrade e altri giovani artisti e scrittori paulisti partecipò alla Settimana d'Arte Moderna del febbraio 1922 al Teatro Comunale di San Paolo. Nel 1943, fu nominato per il seggio 28 dell'Academia Brasileira de Letras (Accademia letteraria brasiliana), le sue opere principali essendo state Juca Mulato (1917) e Salomé (1940). Un altro libro assai popolare per la sua lirica è Máscaras (1920).
Dopo la morte, la salma di Menotti Del Picchia fu esposta all'Academia Paulista de Letras (Accademia letteraria paulista), di cui pure era membro, e poi sepolta nel cimitero di San Paolo. La città di San Paolo aveva già dedicato al poeta la piazza Juca Mulato (20 marzo 1978); Itapira il parco Juca Mulato e Casa Menotti Del Picchia (24 marzo 1983). Del Picchia fu anche ritratto dal cinema e dalla televisione, impersonato da Carlos Gregório nel film O Homem do Pau-Brasil (1982) e da Ranieri Gonzalez nella miniserie televisiva Um Só Coração (2004) trasmessa da Rede Globo.